# وليام جاكوب روبنز
وليام جاكوب روبنز (1890-1978) عالم نبات أمريكي وفيزيولوجي كان مدير الحديقة النباتية بنيويورك في الفترة من 1937 إلى 1957 وكان عضوا في الأكاديمية الوطنية للعلوم والجمعية الفلسفية الأمريكية حيث شغل منصب الرئيس لهذه الأخيرة من عام 1956 إلى عام 1959 وفي عام 1943 شغل منصب رئيس النباتية المجتمع الأمريكية ونادي توري النباتية.

## روابط خارجية
- أعمال أو نبذة عن وليام جاكوب روبنز على أرشيف الإنترنت